# گراس (کانزاس)
گراس (به انگلیسی: Gross) یک منطقهٔ مسکونی در ایالات متحده آمریکا است که در شهرستان کرافورد، کانزاس واقع شده‌است.